# Judalana lutea
Judalana lutea är en spindelart som beskrevs av Rix 1999. Judalana lutea ingår i släktet Judalana och familjen hoppspindlar. Inga underarter finns listade i Catalogue of Life.